# Mikulčice
Mikulčice là một làng thuộc huyện Hodonín, vùng Jihomoravský, Cộng hòa Séc.